# Allan do Carmo
Allan Lopes Mamédio do Carmo, född 3 augusti 1989, är en brasiliansk simmare.
do Carmo tävlade för Brasilien vid olympiska sommarspelen 2008 i Peking, där han slutade på 14:e plats på 10 km öppet vatten. Vid olympiska sommarspelen 2016 i Rio de Janeiro slutade do Carmo på 18:e plats på 10 km öppet vatten.